# Hakea lissosperma
Hakea lissosperma (лат.) — кустарник или небольшое дерево, вид рода Хакея (Hakea) семейства Протейные (Proteaceae). Произрастает в юго-восточной Австралии и на Тасмании.

## Ботаническое описание

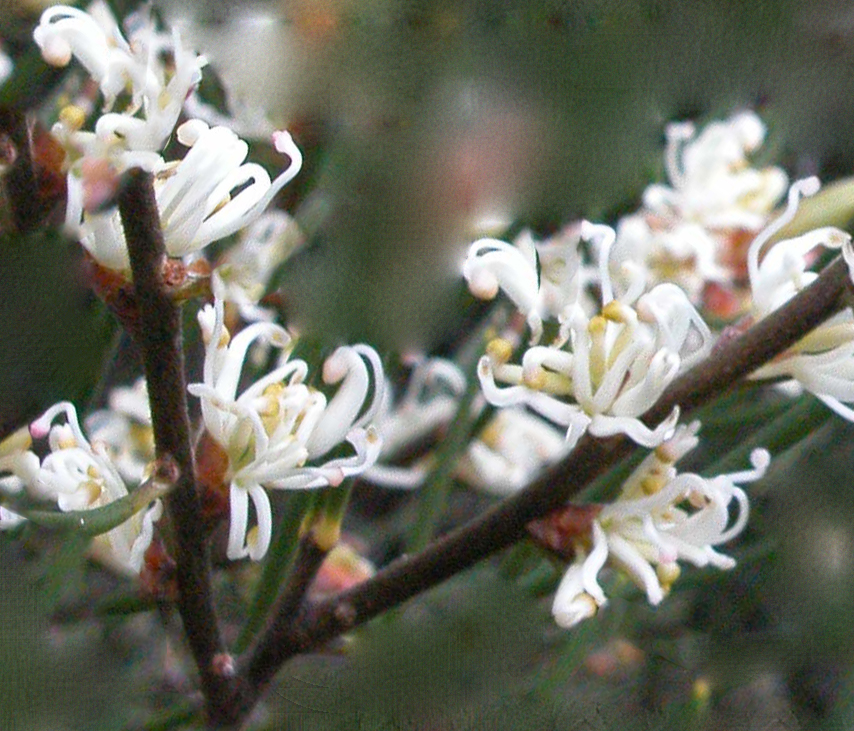
Цветок Hakea lissosperma.

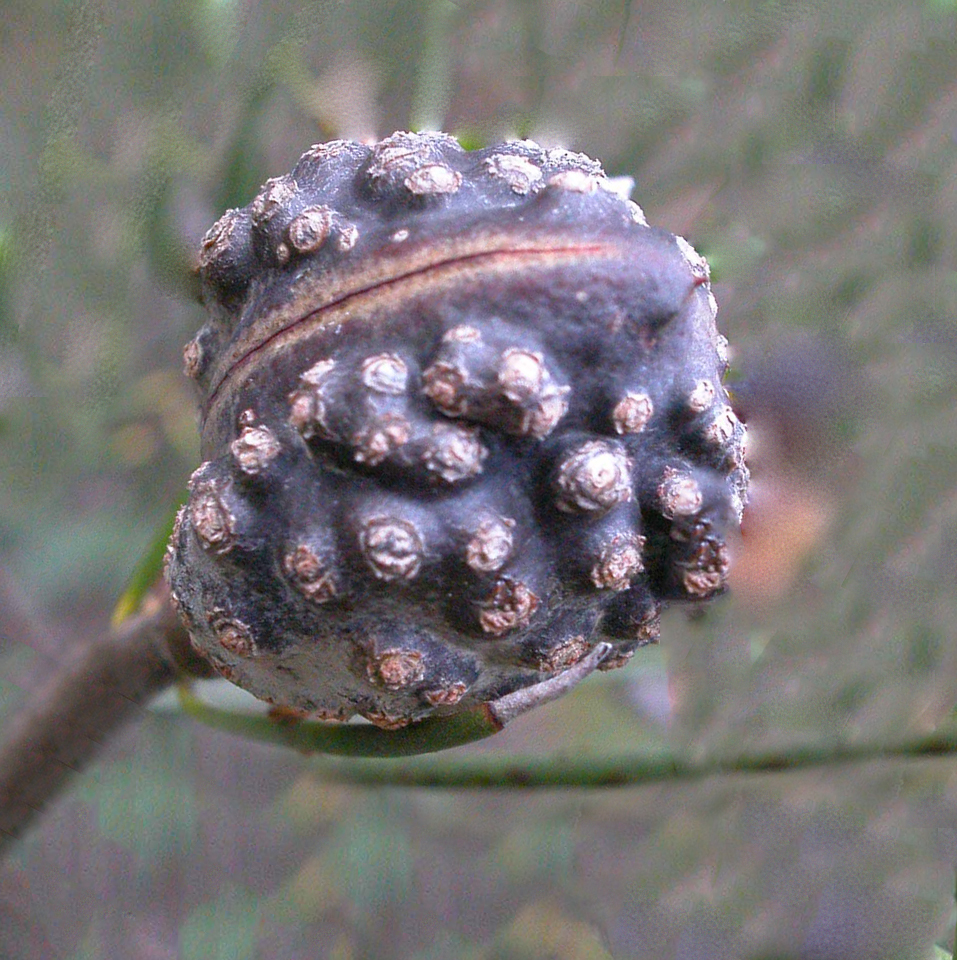
Плод Hakea lissosperma.

Hakea lissosperma — раскидистый кустарник или небольшое дерево высотой 2 до 6 м, обычно с колючими листьями и густыми гроздьями белых цветов. Древесное растение с несколькими основными крепкими ветвями. Плоские вечнозелёные листья овальные в сечении, обычно от 6 до 10 см в длину и от 1,5 до 2 мм в ширину. Фолликулы листьев обычно имеют длину от 20 до 30 мм и ширину от 15 до 20 мм, а зрелые — от 2,3 до 2,7 см длиной и от 1,7 до 2 см шириной с крупными морщинами или вздутиями.

### Цветение и плодоношение
Цветки обычно формируются в конце весны и начале лета между октябрём и декабрём в альпийских районах, на более низких высотах — раньше. Цветки белого или кремового цвета, собранные в пазухи листьев на стеблях, обычно длиной от 4 до 6 мм. Околоцветник обычно гладкий и длиной от 5 до 6 мм. Плод, который образуется после цветения, обычно становится твёрдым коричневым или серо-коричневым после созревания, как правило, на второй год после цветения. Снятые с растения незрелые плоды не дозревают. Плоды обычно держатся на растении в течение нескольких лет. Семя обычно не занимает всю поверхность клапана. Каждое семя обычно имеет длину от 17 до 23 мм и ширину от 6,5 до 10,5 мм. Семена сморщенные тёмно- или чёрно-коричневого цвета с крылом только на одну сторону.

## Таксономия
Вид Hakea lissosperma был впервые официально описан шотландским ботаником Робертом Броуном в 1810 году как часть работы On the natural order of plants called Proteaceae, опубликованной в Transactions of the Linnean Society of London. Типовой образец был собран в Тасмании в горах между реками Деруэнт и Герон. Видовой эпитет — от греческих слов lissos, означающего «гладкий» или «отполированный», и sperma, означающего «семя».

## Распространение
H. lissosperma встречается в Тасмании, Виктории, Новом Южном Уэльсе и Австралийской столичной территории. В Тасмании этот вид обычно встречается в следующих областях: Брейк-О'Дей, Центральное нагорье, Церкулар-Хед, Долина Дервент, Дорсет, остров Флиндерс, Гламорган-Спринг-Бей, Хобарт, долина Хуон, Кентиш, Кингборо, Лонсестон, долина Меандр, Северный Мидлендс, Южный Мидлендс, Тасман, Варатах-Виньярд, Западное побережье. В Виктории растение найдено в восточных частях включая; Восточная Гиппсленд, Фолс-Хайлендс, Викторианские Альпы и Снежные горы. В Новом Южном Уэльсе встречается только в альпийских районах на юго-востоке, окружающих Австралийскую столичную территорию.

## Местообитание
Встречается во влажном эвкалиптовом лесу, особенно широко распространён в горах на высотах до 1200 м над уровнем моря в районах с большим количеством осадков. Дерево морозоустойчиво и устойчиво к засухе. Растёт в сухих лесных местах обитания на высоте 700 м в некоторых районах Виктории. Предпочитает влажные и тенистые участки и хорошо растёт на плодородных, суглинистых почвах, но не переносит высокое содержание фосфора.

## Культивирование
Растение высаживают только в защищённом месте. Семена можно собирать в любое время года, но только наиболее старые плоды, обычно серо-коричневого цвета. Затем семена необходимо выщелачивать, и сухие фрукты обычно открываются через 2–3 недели или помещаются в духовку при температуре от 80 до 100°C на 30 минут с частично открытой дверцей. Помимо выщелачивания также можно использовать стратификацию. После посадки время прорастания составляет около 6 месяцев. Этот вид является привлекательным для птиц из-за густых скоплений цветов и острых жёстких игольчатых листьев, которые могут использоваться как укрытие от хищников. Эта хакея не повреждается дикими животными из-за его неприятного вкуса.